# 曹市镇 (涡阳县)
曹市镇，是中华人民共和国安徽省亳州市涡阳县下辖的一个乡镇级行政单位。

## 行政区划
曹市镇下辖以下地区：
淝河社区、圣严寺社区、淝南村、四里村、徐楼村、侯桥村、辉山村、王槽坊村、骑路村、长营村、后平村、柴村、程楼村、王彦口村、石佛寺村、太清村、王老家村、顺河村和黄塘村。